# قسم لوداب الريفي (مقاطعة بوير احمد)
قسم لوداب الريفي (بالفارسية: دهستان لوداب) هي منطقة ريفية تقع في إيران في ناحية لوداب. يقدر عدد سكانها بـ 9,392 نسمة .